# Parafia Matki Bożej Różańcowej w Piasecznie
Parafia Matki Bożej Różańcowej w Piasecznie – parafia rzymskokatolicka, należąca do dekanatu piaseczyńskiego, archidiecezji warszawskiej, metropolii warszawskiej Kościoła katolickiego, w Piasecznie, obsługiwana przez księży diecezjalnych. 

## Historia
Parafia została erygowana w 1990. 

### Kościół parafialny
Obecny kościół parafialny wybudowany w latach 1998–2001. Mieści się przy ulicy Słowiczej.